# Hans Burgkmair starší

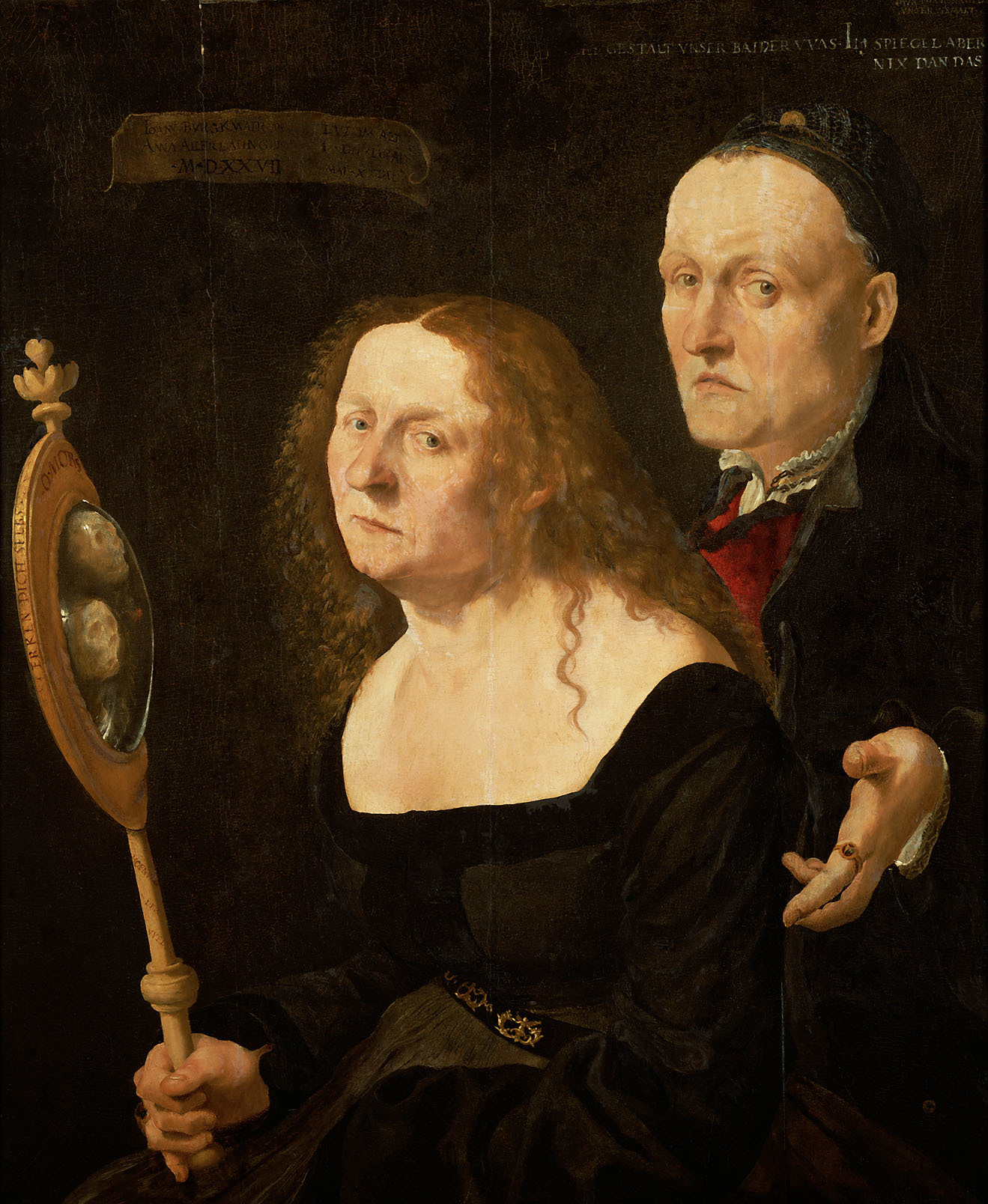
Lukas Furtenagel: Hans Burgkmair a jeho žena Anna

Hans Burgkmair starší (* 1473, Augsburg, Německé království - 1531, Augsburg) byl německý kreslíř, malíř a dřevorytec na přelomu gotiky a renesance.

## Život
Vyrůstal v Augsburgu v rodině malíře Thomana Burgkmaira (1444–1523). Roku 1488 odešel do Colmaru, kde byl po dva roky žákem Martina Schongauera. Po smrti Schongauera se roku 1490 vrátil a začal spolupracovat s augsburským tiskařem Erhardem Ratdoltem. Roku 1498 se stal mistrem a členem bohatého cechu malířů, otevřel si vlastní dílnu a oženil se s Annou Allerley, sestrou Hanse Holbeina.
Roku 1507 (ale možná již dříve) navštívil Itálii a seznámil se s italskou renesancí. Prostřednictvím augspurské radnice získal kontakty a v letech 1508–1519 pracoval pro krále a pozdějšího císaře Maxmiliána I. Zemřel v Augsburgu roku 1531 ve věku 58 let. Jeho syn Hans Burgkmair mladší (1500–1562) byl rovněž malíř a rytec.

## Dílo

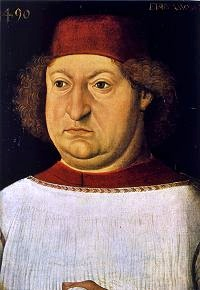
Friedrich von Zollern (1490)

Jeho prvním známým malířským dílem je portrét štrasburského kazatele Johanna Geilera von Kaysersberg.
Hans Burgkmair zhotovil více 834 dřevořezů, převážně ilustrace knih. Asi stovka jeho grafik se tiskla jako volné samostatné listy.
Je považován za významného inovátora šerosvitné techniky dřevořezu (první tisk roku 1508). Jeho grafický list Milenci překvapeni smrtkou (1510) byl soutiskem ze tří bločků, s šerosvitným efektem a poprvé v barvě. Přestože se školil u Schongauera, nepoužíval techniku rytiny a vytvořil pouze jeden lept.
Vytvořil většinu ilustrací pro dvorské eposy tištěné v Norimberku - Weißkunig, Theuerdank a Triumfy Maxmiliána
Burgkmair byl také úspěšným malířem portrétů a obrazů s biblickými náměty.
Ve sbírce Národní galerie v Praze je datovaný a signovaný obraz Portrét sv. Jana Kapistránského (1452), který je dílem malířova otce, Thomana Burgkmaira.

### Známá díla
- 1490 Johann Geiler von Kaysersberg
- 1490 Friedrich II. von Zollern
- 1498 svatební dvojportrét pro Jakoba Fuggera a Sibyllu Artzt
- kolem 1500 – císař Friedrich III. (podle ztraceného originálu z r. 1468), Kunsthistorisches Museum, Vídeň
- 1501 Basilica di S. Pietro (část cyklu obrazů pro dominikánský klášter sv. Kateřiny v Augssburgu) Staatsgalerie Altdeutsche Meister, Augsburg
- 1502 Basilica di S. Giovanni, Staatsgalerie Altdeutsche Meister, Augsburg
- um 1502 Das Zeugbuch Kaiser Maximilians I., Innsbruck[6]
- 1504 Basilica di S. Croce, Augsburg, Staatsgalerie Altdeutsche Meister
- 1507 Korunování Marie, Staatsgalerie Altdeutsche Meister, Augsburg
- 1509 Marie v růžovém keři, Germanisches Nationalmuseum, Norimberk
- 1515 Iluminace modlitební knihy císaře Maximiliana I., knihovna Besançon
- 1518 centrální část oltáře „Evangelista Jan z Patmosu“, Alte Pinakothek, Mnichov[7]
- 1519 oltář s Ukřižováním Krista Alte Pinakothek, Mnichov
- 1528 Příběh Esther, Alte Pinakothek, Mnichov (z historického cyklu pro bavorského vévodu Wilhelma IV. a jeho manželku Marii Jakobäa von Baden)[8]
- 1529 Porážka Římanů u Kanaanu, Alte Pinakothek, Mnichov[8]
- 1509–1519 dřevořezy pro dvorské eposy císaře Maximiliana I.(mezi jiným Genealogie, Weißkunig (137 ilustrací), Theuerdank, Triumphzug)
- 1501 dvoulist Vraždící Smrt (šerosvitný dřevořez)

### Výstavy
- 1980-81 Německá grafika a kresba šestnáctého století, Grafický kabinet Zlín[9]

### Zastoupení ve sbírkách
- Národní galerie v Praze

### Galerie

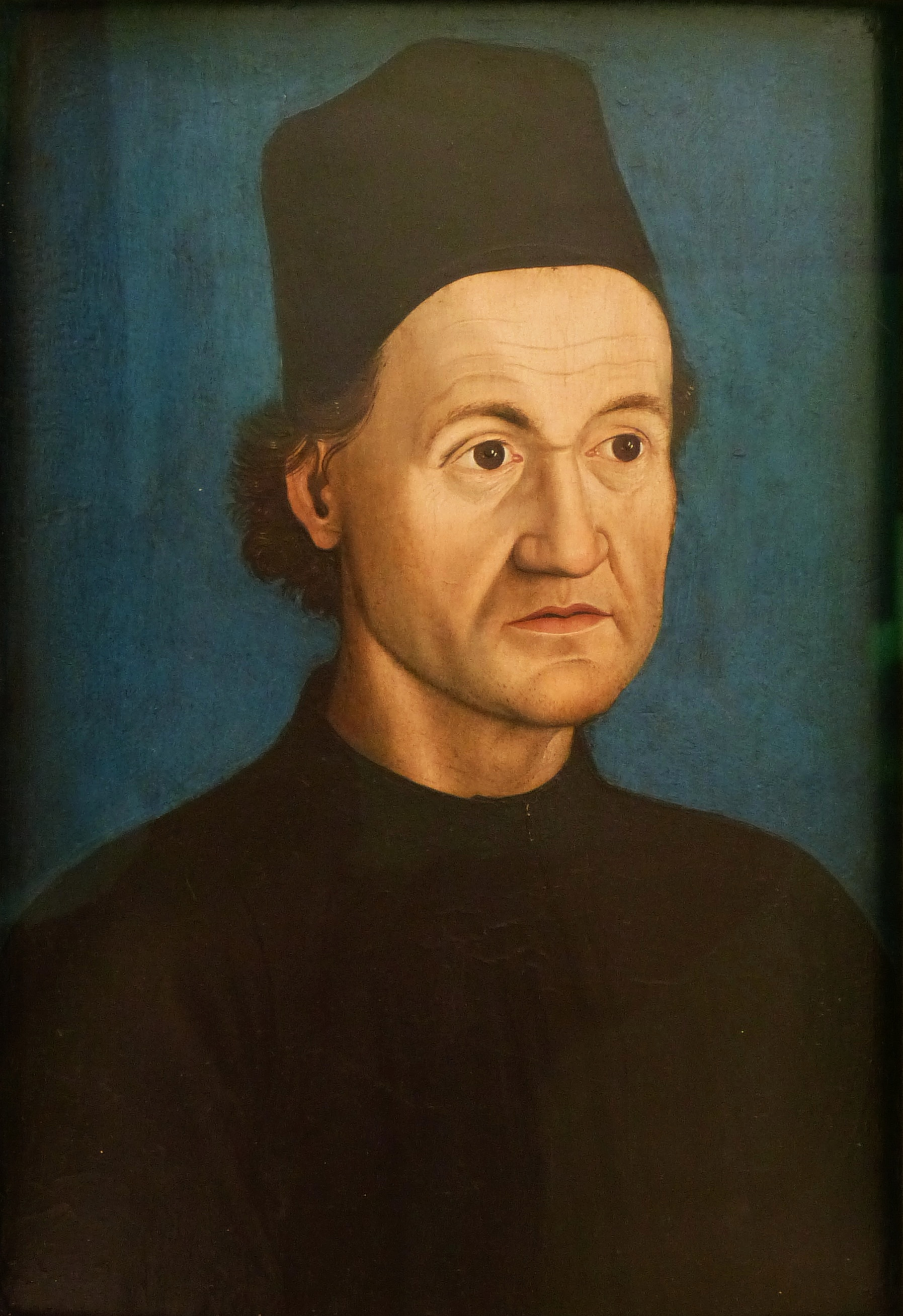
Johann Geiler von Kaysersberg, 1490
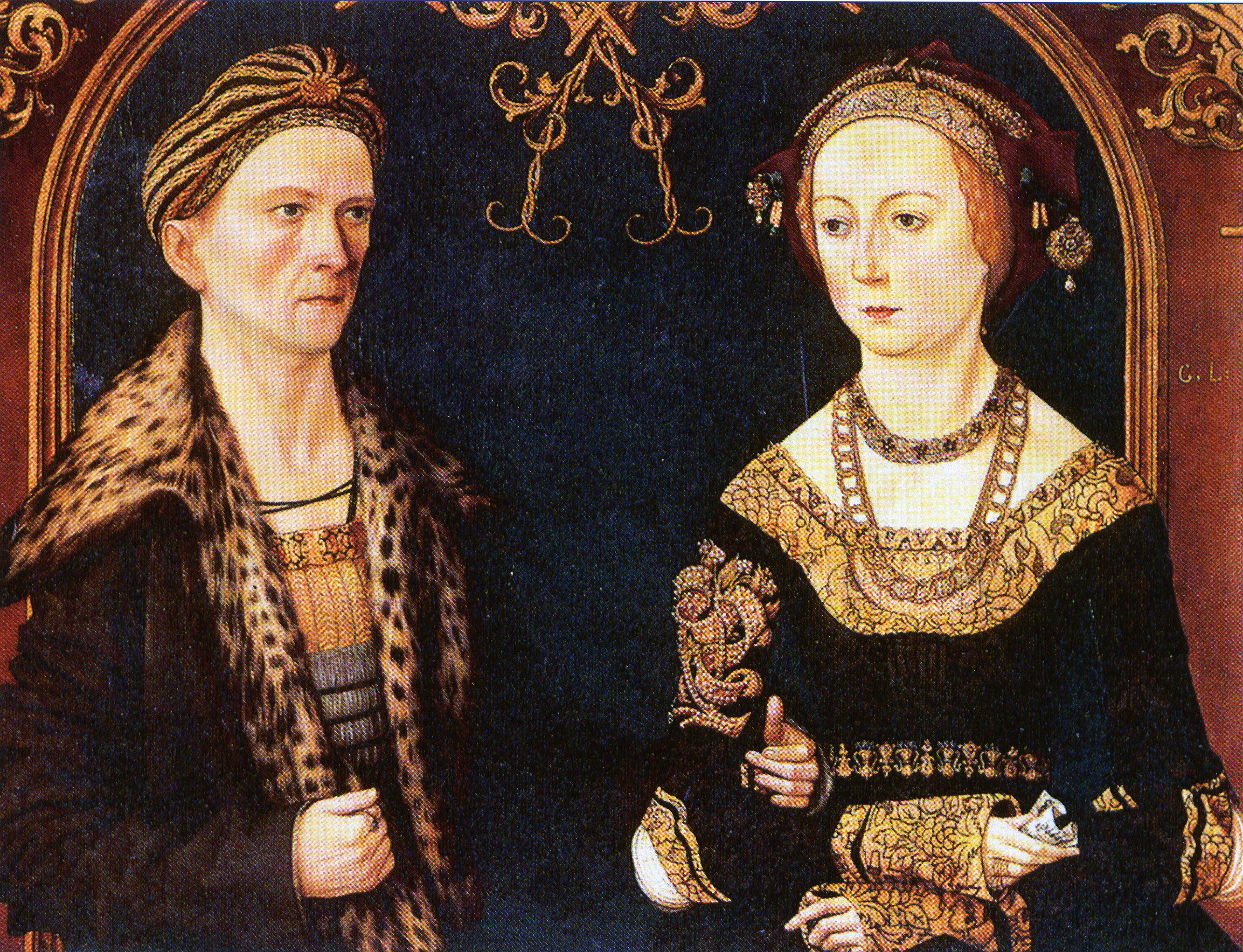
Svatební dvojportrét Jakob Fugger a Sibylla Artzt, 1498
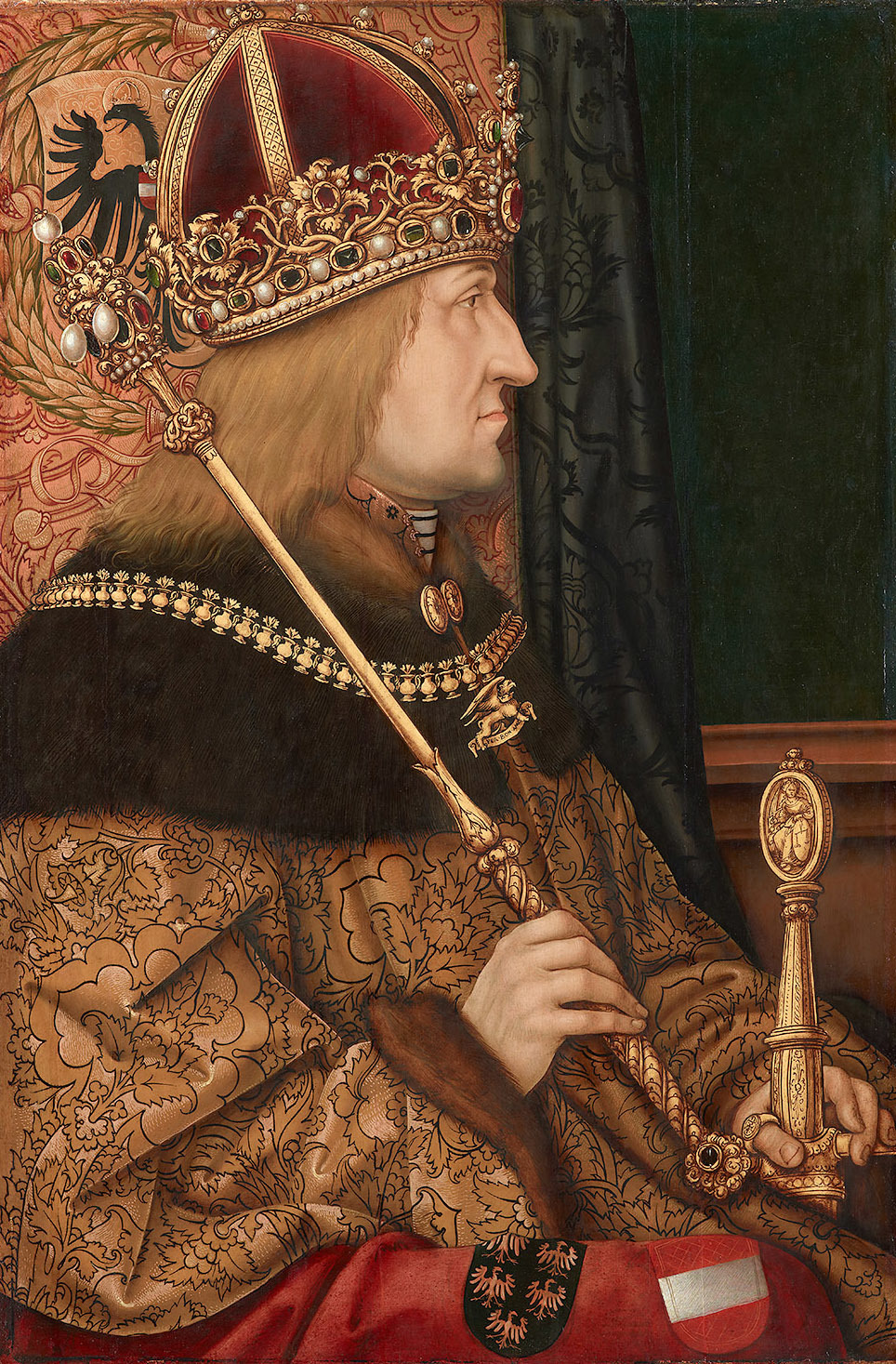
císař Friedrich III., kolem 1500
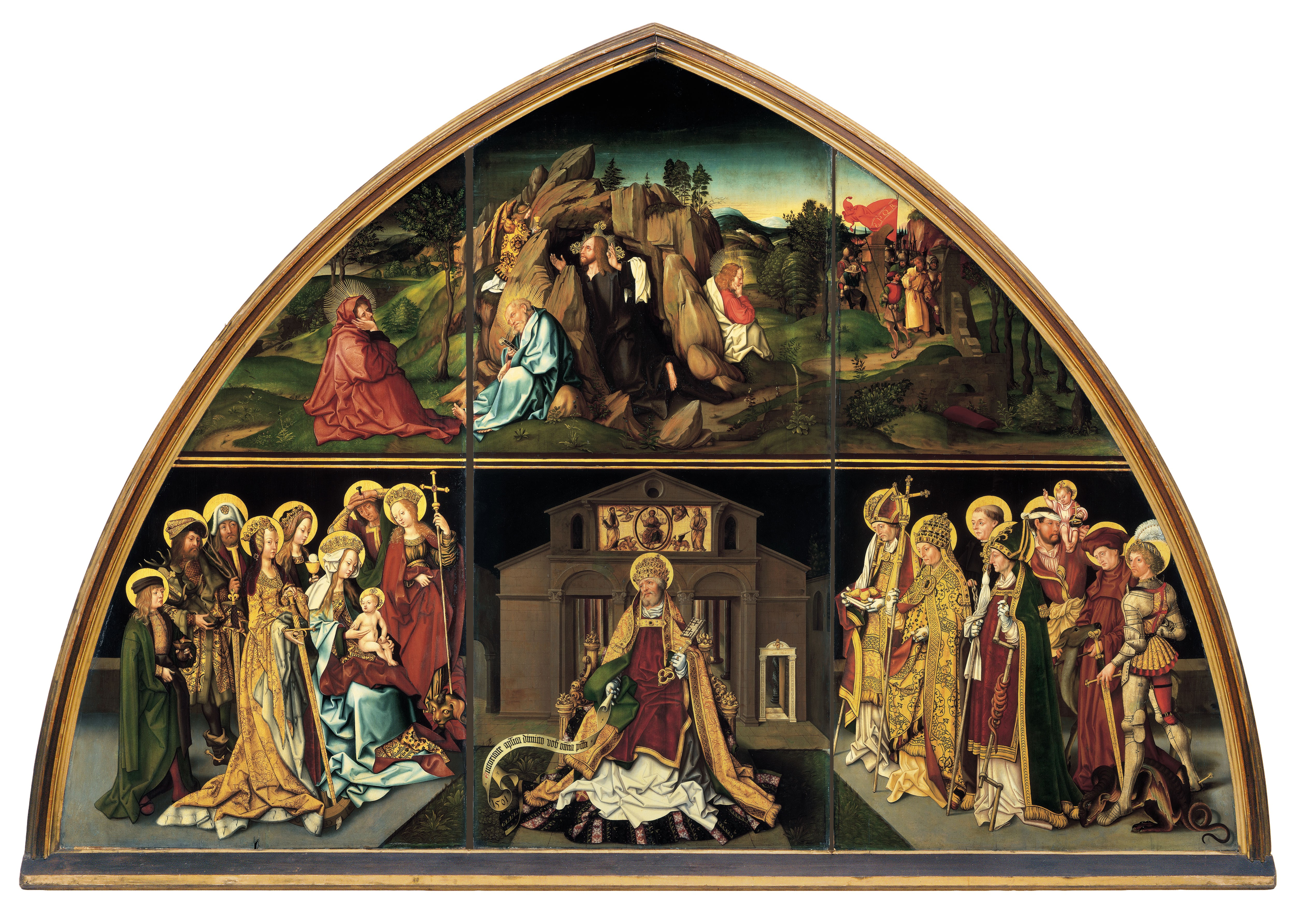
Basilica di S. Pietro, 1501
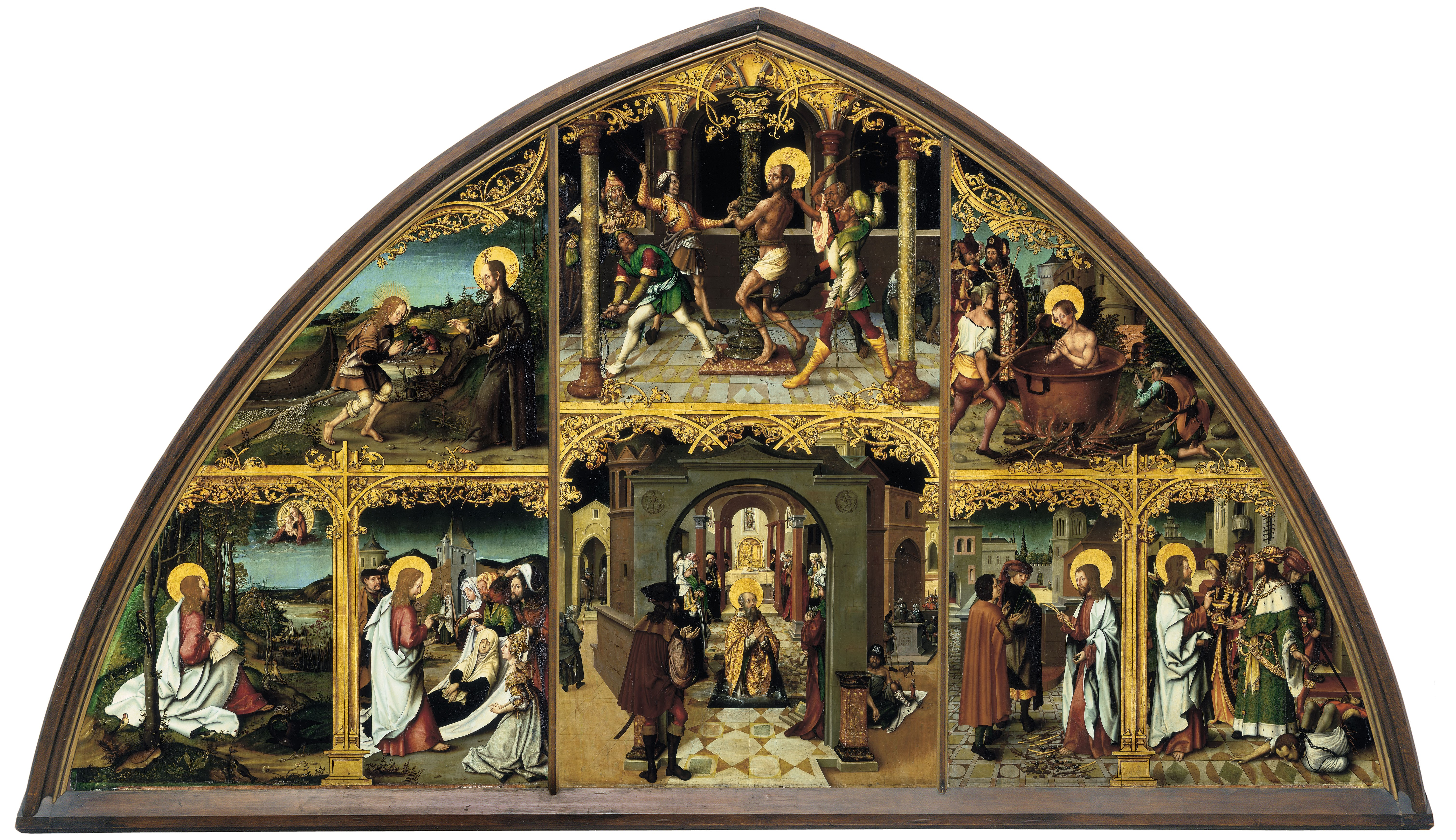
Basilica di S. Giovanni, 1502
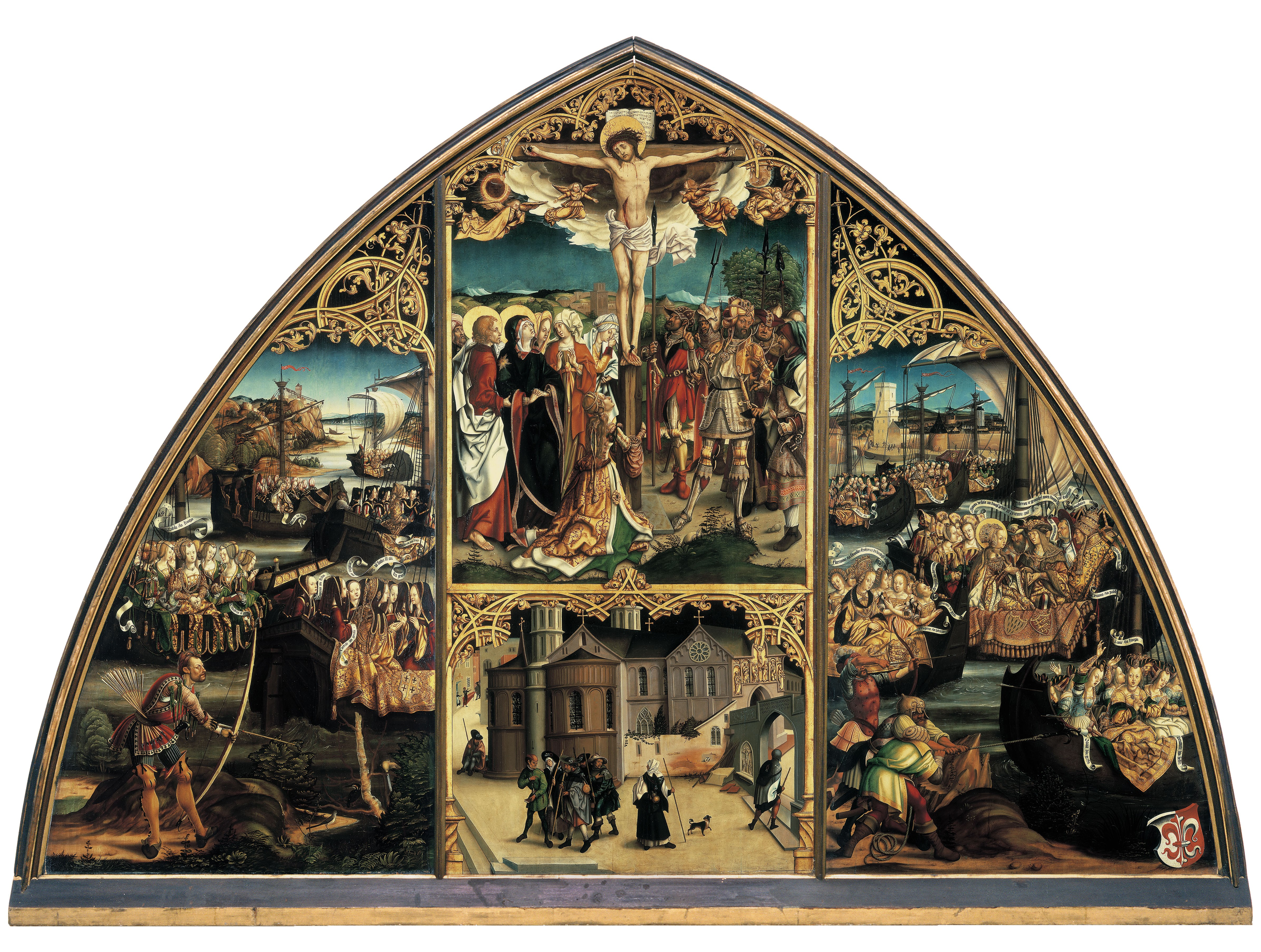
Basilica di S. Croce, 1504
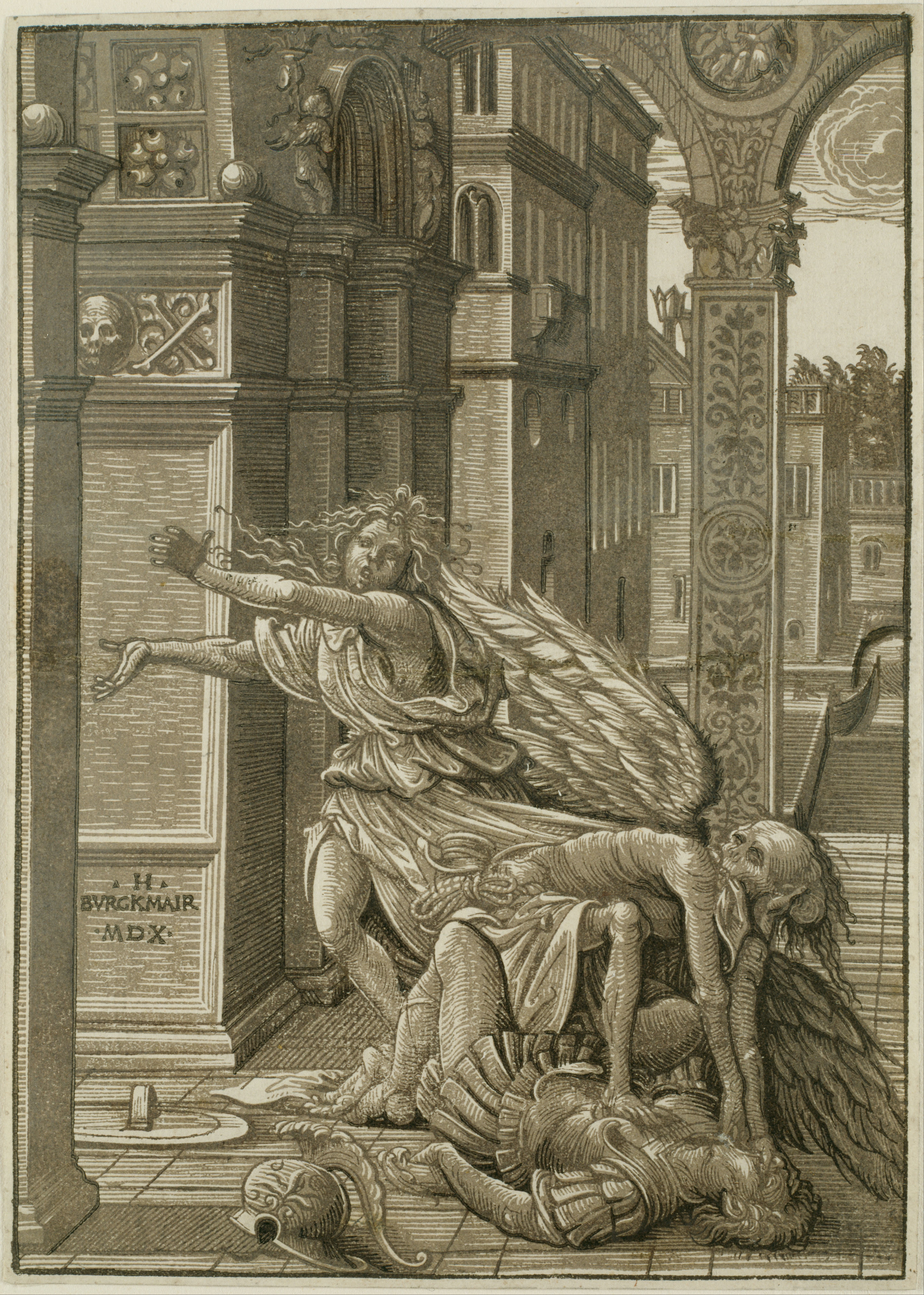
Milenci překvapeni smrtí, šerosvitný dřevořez, 1510
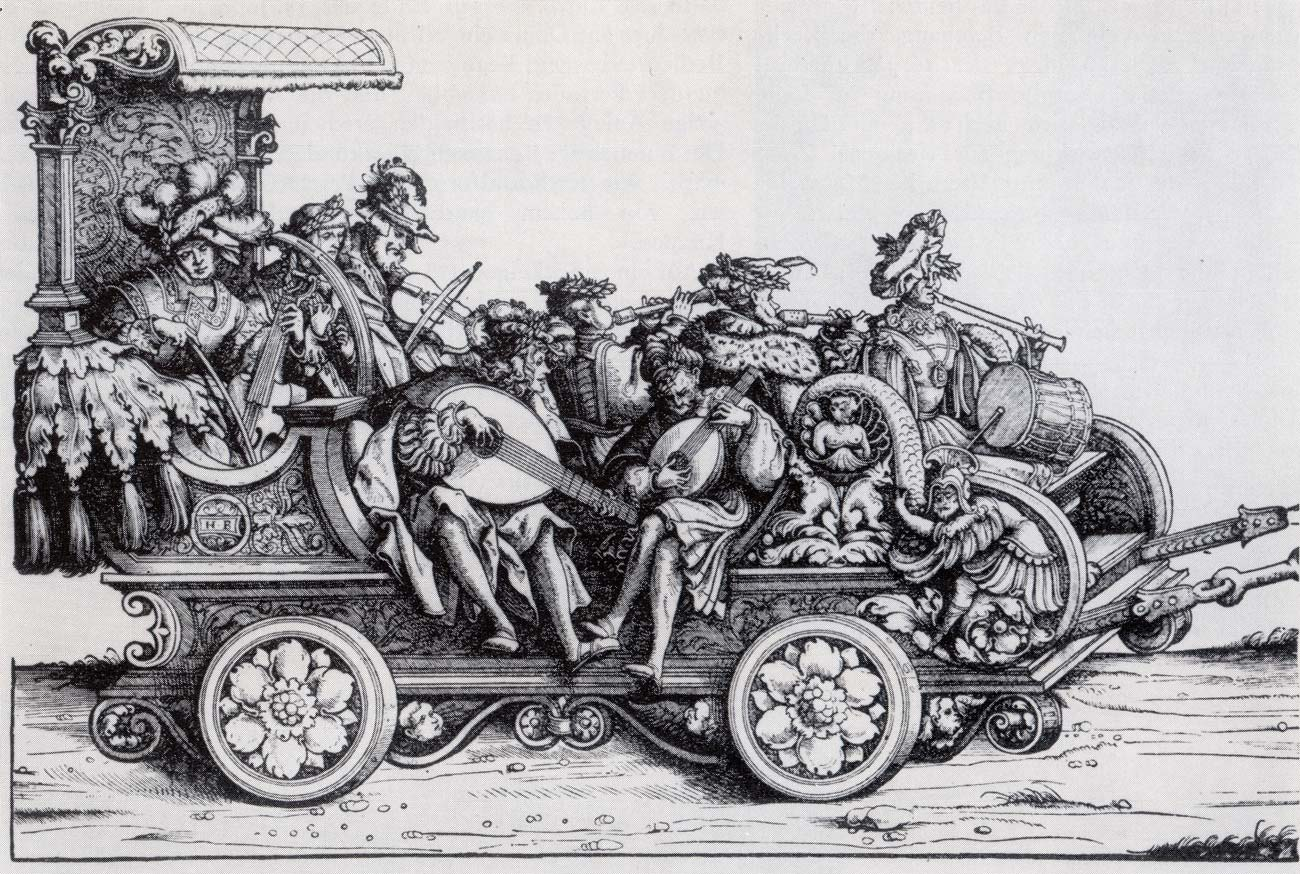
Vůz s muzikanty, dřevořez, kolem 1517
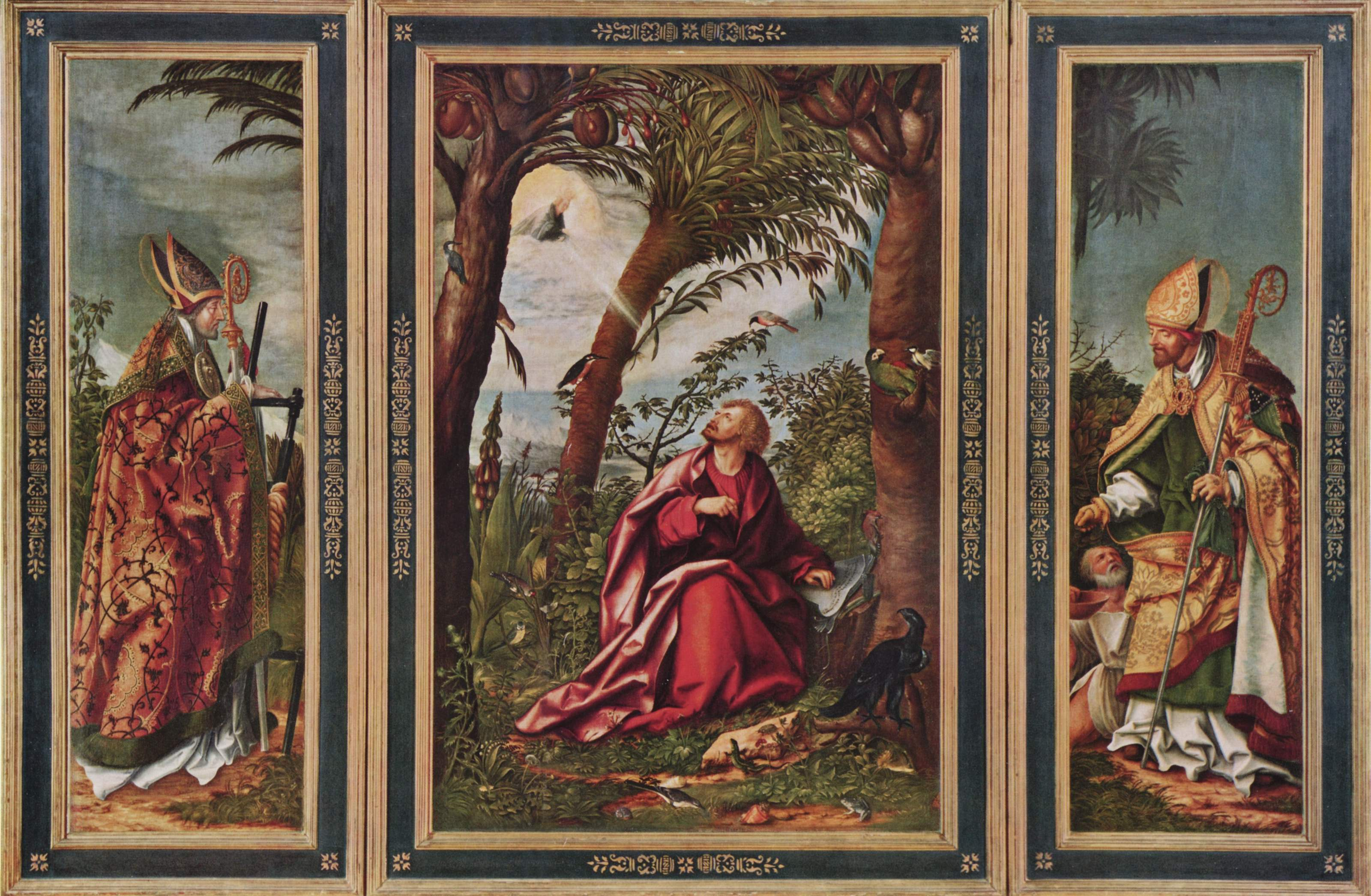
Oltář evangelisty Jana, 1518
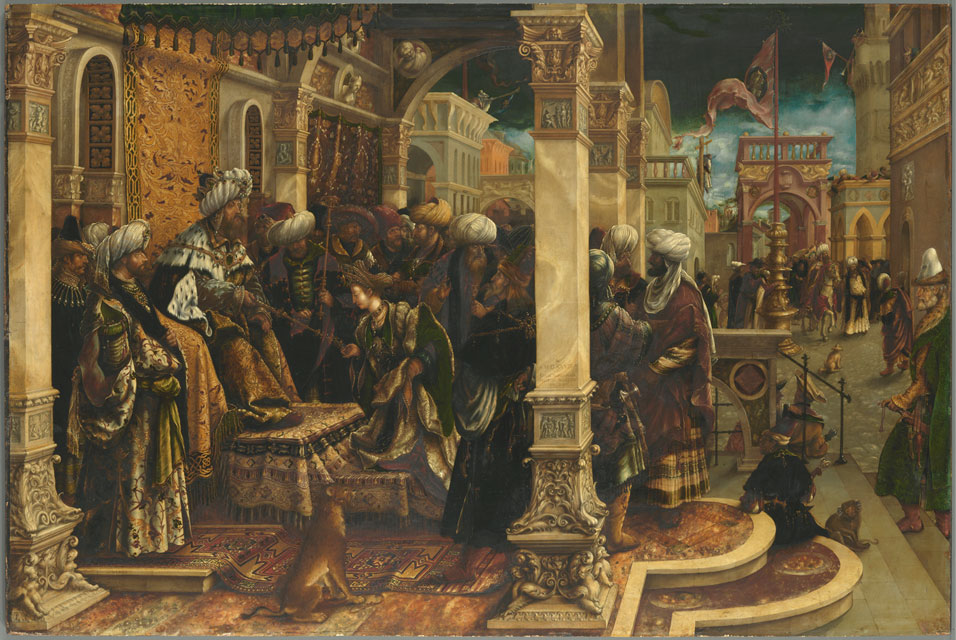
Příběh Esther, 1528